# Sigered z Esseksu
Sigered z Esseksu (nieznana data urodzenia ani śmierci) – ostatni władca Królestwa Essex, rządzący od 798 do 825 roku.
Sigered został władcą Esseksu po tym, jak jego ojciec Sigeric abdykował i wyjechał do Rzymu. Podobnie jak jego poprzednicy, Sigered nie władał swymi ziemiami samodzielnie, ale był pod władzą zwierzchnią władców Mercji. W 812 roku Cenwulf, król Mercji, odebrał mu prawo posługiwania się tytułem królewskim (łac. rex), degradując go do rangi księcia (łac. dux).
Swoje panowanie Sigered zakończył ostatecznie oddając podległe mu ziemie pod władzę Egberta, króla Wesseksu, który pokonał Mercję w 825 roku. Królestwo Essex przestało istnieć.